# Быстрая (приток Козыревки)
Быстрая — река на полуострове Камчатка в России. Протекает по территории Быстринского и Усть-Камчатского районов. Длина реки — 154 км. Площадь водосборного бассейна — 3830 км².
Начинается между горами Знойная и Перевал в месте разделения Срединного и Козыревского хребтов, течёт на север и северо-восток в межгорной котловине, занятой берёзово-лиственничным лесом до Анавгая, затем поворачивает на юго-восток. Течёт в этом направлении по равнинной местности, поросшей берёзово-лиственничным лесом. Впадает в реку Козыревка слева на расстоянии 5 км от её устья на высоте 35,1 метра над уровнем моря. В приустьевой части от реки отделяется протока Алачиха, впадающая в Камчатку. Ширина реки выше истока Алачихи — 45 метров, глубина — 1,4 метра, дно твёрдое.
На левобережье реки расположены лечебный источник 47-й километр и сёла Анавгай в устье одноимённой реки и Эссо в устье Уксичана.
Притоки:
- Левые: Сухой, Кававля[6], Первый Кабалан[8], Анавгай, Калтарки[5], Убойный, Усикчан, Улавкавчан, Горгачан, Димшикан[4], Оемтевлан, Намлаке, Кадар, Горелая[9], Одинарный, Каменистый, Шумный[3]
- Правые: Горный, Березовый, Каменистый[6], Одьюка[5], Оленгенде, Иракан, Нюлкамна[4], Дымный, Эмгучан, Кривой[9], Шлаковый, Древний, Горный[3]

По данным государственного водного реестра России относится к Анадыро-Колымскому бассейновому округу.
- Код водного объекта — 19070000112120000015141[2].